# Andrew Collins
Andrew Collins (ur. 1957) – brytyjski historyk i pisarz. Collins współpracował m.in. z grupą Fields of the Nephilim, której lider Carl McCoy jest jego bliskim przyjacielem.

## Twórczość (wybór)
- The Running Well Mystery (1983), Wickford, ISBN 978-0-946508-00-6
- Knights of Danbury (1985), Earthquest Bks, ISBN 978-0950802411
- The Brentford Griffin (1985), Earthquest Bks, ISBN 978-0-9508024-2-8
- The Black Alchemist (1988), Arrow Books Ltd, ISBN 978-0-09-916551-4
- The Seventh Sword (1991), Arrow Books Ltd, ISBN 978-0-09-988800-0
- The Circlemakers (1992), ABC Books, ISBN 978-0-9508024-5-9
- The Second Coming (1993), Arrow Books Ltd, ISBN 978-0-09-925151-4
- Alien Energy (1994), Eagle Wing Books Inc., ISBN 978-0-940829-37-4
- From the Ashes of Angels (1996), Bear & Company, ISBN 978-1-879181-72-4
- Gods of Eden: Egypt's Lost Legacy and the Genesis of Civilization (1998), Bear & Company, ISBN 1-879181-76-2
- Gateway to Atlantis (2000), Carroll & Graf Publishers, ISBN 978-0-7867-0810-9
- Tutankhamun: The Exodus Conspiracy (2002), Virgin Publishing, ISBN 978-0-7535-0851-0
- Twenty-first Century Grail (2004), Virgin Publishing, ISBN 978-1-85227-139-8
- The Cygnus Mystery (2006), Watkins, ISBN 978-1-84293-202-5